# Campofrío
Campofrío ist eine spanische Gemeinde (Municipio) in der Provinz Huelva in der Autonomen Region Andalusien. 2024 hatte die Gemeinde 724 Einwohner. Sie befindet sich in der Comarca Cuenca Minera.

## Geografie
Campofrío liegt etwa 55 Kilometer nordnordöstlich von Huelva und etwa 60 Kilometer nordwestlich von Sevilla. Der Río Odiel begrenzt die Gemeinde im Norden. 

## Bevölkerungsentwicklung
| Jahr      | 1970  | 1980 | 1990 | 2000 | 2010 | 2020 |
| Einwohner | 1.097 | 882  | 908  | 840  | 798  | 732  |

## Sehenswürdigkeiten
- Michaeliskirche (Iglesia de San Miguel Arcángel) aus dem 17. Jahrhundert
- Stierkampfarena, 1718 erbaut

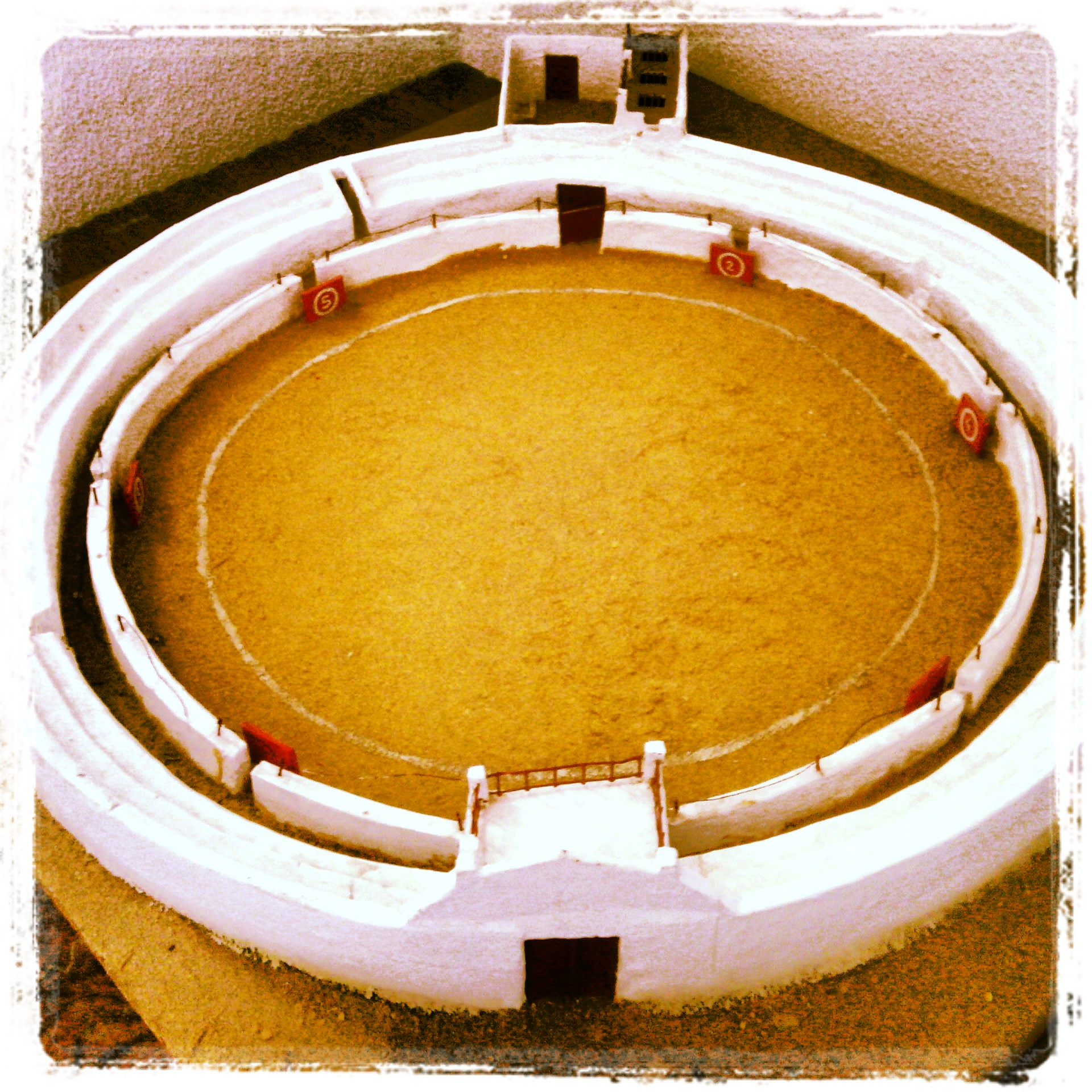
Stierkampfarena